# Anis Naccache
Pour les articles homonymes, voir Naccache.
Anis Naccache, né en juin 1951 à Beyrouth et mort le 22 février 2021 à Damas, est un terroriste libanais.

## Biographie

### Débuts
Anis Naccache est un Libanais sunnite converti au chiisme, après le succès de la révolution islamique en Iran qui a suivi le retour de l'Ayatollah Khomeini à Téhéran le 1er février 1979. Il est architecte de profession.

### Prise d'otage en Autriche
Anis Naccache fait partie de l’équipe qui organise la prise d’otage de l'OPEP en 1975. 

### Attaque en France et condamnation
Il a ensuite été emprisonné en France après avoir été reconnu complice d’une tentative d’assassinat de l’ancien Premier ministre iranien Shahpur Bakhtiar à Paris en 1980. 
En février 1989, à la veille d’une visite à Téhéran du ministre des Affaires étrangères, Roland Dumas, Naccache demande à l'Iran de « rappeler à la France ses engagements », reliant ainsi sa libération à l'affaire des otages français au Liban.   
Lui et ses complices ont été graciés par le président François Mitterrand en 1990,. Ils sont renvoyés en Iran.
En 2015, l'ancien militant fait partie des bénéficiaires de l'accord de Vienne sur le nucléaire iranien, qui prévoit qu'environ 150 personnes dont Anis Naccache ne seront plus visées par les sanctions internationales adoptées contre l'Iran à partir de 2006.  

### Mort
Atteint du Covid-19, il meurt le 22 février 2021 au matin à Damas, où il était hospitalisé depuis plusieurs jours.